# Rhodesiella tarsalis
Rhodesiella tarsalis är en tvåvingeart som först beskrevs av Adams 1905.  Rhodesiella tarsalis ingår i släktet Rhodesiella och familjen fritflugor. Inga underarter finns listade i Catalogue of Life.